# Le Bosq
Le Bosq est une ancienne commune française[réf. nécessaire] du département du Calvados. Elle n'a connu qu'une brève existence : avant 1794, la commune est supprimée et rattachée à Croissanville.

## Source
- Des villages de Cassini aux communes d'aujourd'hui, « Notice communale : Le Bosq », sur ehess.fr, École des hautes études en sciences sociales.